# Bizeres
Os bizeres são um antigo povo asiático de uma região vizinha à Cólquida.